# カルディコット城
カルディコット城（カルディコットじょう、英語: Caldicot Castle、ウェールズ語: Castell Cil-y coed）は、ウェールズ南西部のモンマスシャー州カルディコットにある広範囲に及ぶ石材でできた中世の城郭であり、1100年頃にノルマン朝の第4期ヘレフォード伯爵の手により、かつてハロルド2世のサクソン人の城があった場所の近くに建てられた。1953年6月10日、城はウェールズの第1級指定建築物に指定された。
ここは君主に復帰した1391年に亡くなるまで、エドワード3世の息子であるグロスター公のトマス・オブ・ウッドストックが所有していた。

## カルディコットの私有地
カルディコットは城ではなく、グロスタシャー州高官であるデュランド・オブ・グロスターの農業用小作地として1086年のドゥームズデイ・ブックに記載されている。デュランドの甥であるワルター・フィッツロジャー（Walter FitzRoger）はカルディコット伯（Lords of Caldecot）とともに残したイングランド大司馬における父親の要職だけではなく、彼の土地も同時に相続した。ワルターの息子であるミロ（Milo FitzRodger）は肩書にヘレフォード伯爵の称号を与えられた。ヘンリー1世の治世時に、おそらく城は単なるモット・アンド・ベイリー形式であったと思われる。

## ブーン家
ミロには5人の息子がいたが、いずれも子供には恵まれなかったので、長女のマーガレットはイングランド大司馬の第2代ヘレフォード伯爵ハンフリー・ドゥ・ブーンと婚姻関係になった。2人の息子である第3代ヘレフォード伯爵の第3代ヘレフォード伯爵ハンフリー・ドゥ・ブーンは、1170年頃に現在の城にもある天守とカーテンウォールを建てた相当な工事施工者であった。ボーヒョン家は8世代・2世紀に渡ってマナー・ハウスと城を維持した。

## トマス・オブ・ウッドストック
1376年、70名がともに住んでいたマナー・ハウスは、エドワード3世の5番目の息子であるトマス・オブ・ウッドストックに譲渡した。この時、彼はエレノア・ドゥ・ブーンと結婚した。
エドワード3世の死において、王位は9歳の孫であるリチャード2世に譲渡された。新国王の叔父として、トマスはリチャード2世に助言する重要な任務を負うことになり、イングランドの大司馬に任命された。彼は権力の座に近しいエセックス州のプレシーにある主要な私有地であるカルディコットには滅多に訪れることはなかった。
その一方で、1381年にエセックス州はワット・タイラーの乱で激しく揺れた。これはトマスが何のためにカルディコットでその年の一時期を過ごしたのかに起因するかもしれない。滞在中、彼は城で行う重要な新しい作業命令を出し、新しいゲートハウスと跳ね橋を建設した。城の後方にある鳩舎が寝室がある新しい塔の傍に置き換えられ、現在はウッドストック・タワー（Woodstock tower）としてその名が知られている。ウッドストック・タワーの底部には"トマス（Thomas）"と"エレノア（Alianore）"と刻まれた2つの彫刻石が置かれていた。
トマスとリチャード王との関係が終わるにつれて、緊張感は次第に増していった。1397年、王の命令によりトマスは誘拐された挙句に殺害された。彼の財産は王家に没収され、譲渡された。

## ランカスター朝
1399年、ヘンリー4世がリチャード2世から王座を獲得したとはいえ、妻のメアリー・ド・ブーンは出産時の事故が原因で1394年に亡くなり、夫の戴冠を見届けることができなかったが、モンマス城で生まれた息子がアジャンクールの戦いの勝者であるヘンリー5世となり、国の英雄のひとりとなったのである。
ボーン家の私有地部分はエレノア、および娘より20数年長生きした母親のジョーン（Joan）の死後に見直された。エレノアの長女、および相続人であるアン（Anne）はメアリーの息子であるヘンリー5世にカルディコットを奪還されたことにより、カルディコットは大ランカスター公領となった。ヘンリー4世と死別したカトリーヌ王妃の支配によって、カルディコットは15世紀の大半におよぶハーバート家（Herbert family）の管財人としての職を許諾し、その後、16世紀にラグランに権力基盤を持つサマセット州の相続人に職を貸し出した。

## その後の城の経緯
明らかにカルディコット城は放置され、荒廃状態になり、農園より規模が小さくなった。1857年、サン・ピエール出身のチャールズ・ルイス（Charles Lewis）に売却された。1885年、チャールズ・ルイスは自宅用に城の修復を始めたヨーゼフ・リチャード・コブ(Joseph Richard Cobb）に城を売却した。
1885年から1964年までコブ家は城を所有し、ヨーゼフ・コブの一族はヨーゼフの死後も城に留まり、城はヨーゼフの息子であるジェフリー・ウィートリー・コブ（Geoffrey Wheatly Cobb）のものとなった。とりわけ、ジェフリーの義理の娘であるアンナ（Anna）は不動文化財の保存と修復の仕事を続けた。20世紀初頭、多くの部屋がジェフリー・ウィートリー・コブが生涯の最後に所有していたHMSフーデリアント（HMS Foudroyant）戦艦「ネルソン」からの記念品で装飾された。ジェフリー・ウィートリー・コブは1931年に亡くなり、アンナの死を迎えた1943年、城は3つの塔とゲートハウスの一部を賃貸アパートとして提供したヨーゼフの孫のジェフリー・コブ（Geoffrey Cobb）の手に渡った。

## ギャラリー

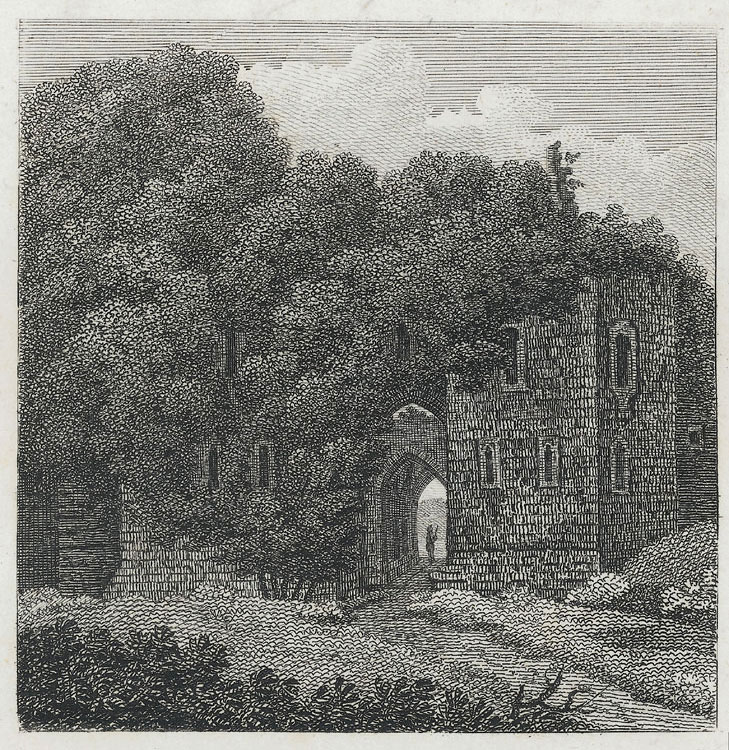
カルディコット城（1800年）
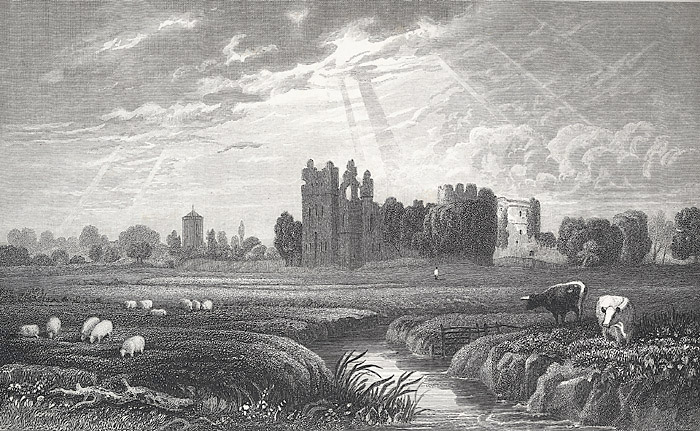
1830年頃の木版画
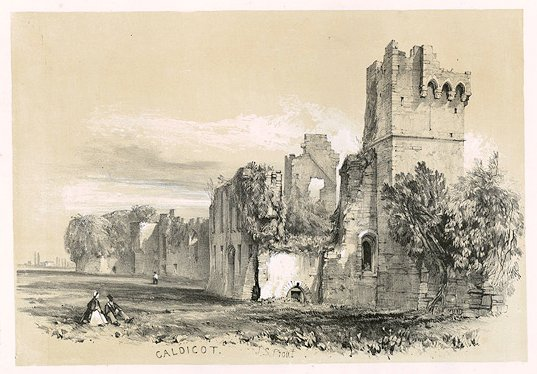
カルディコット城（1838年）
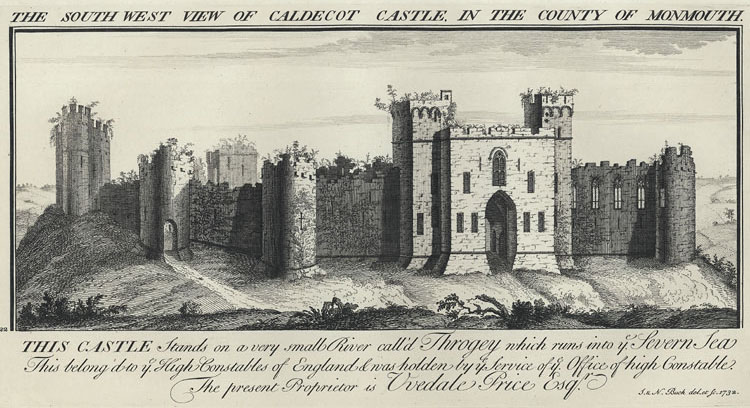
南西側から見た城の木版画（1732年）
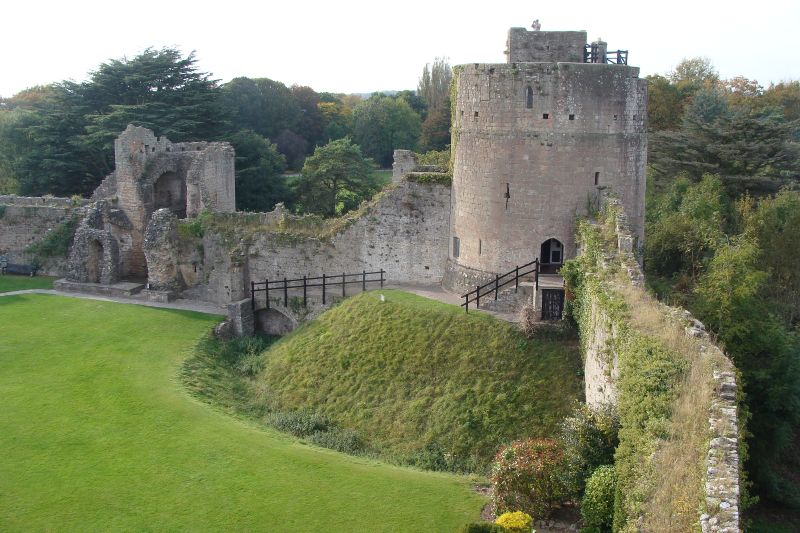
天守
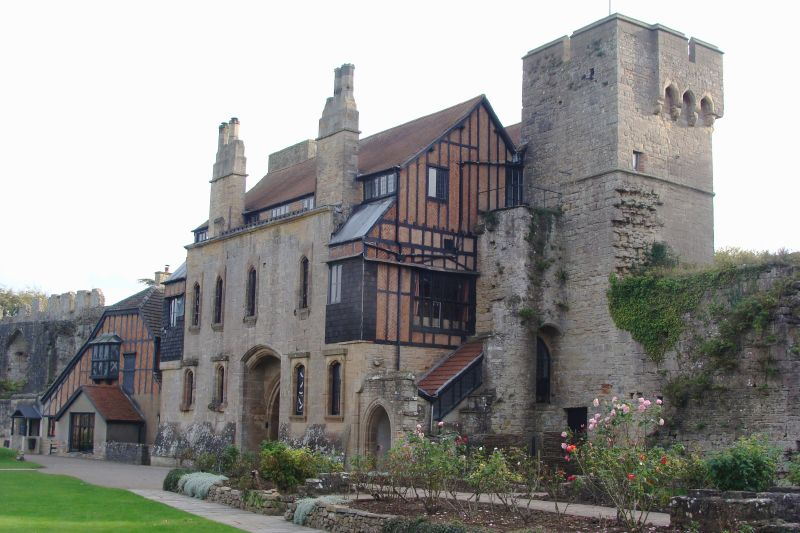
城の内部からの19世紀に再建されたゲートハウス
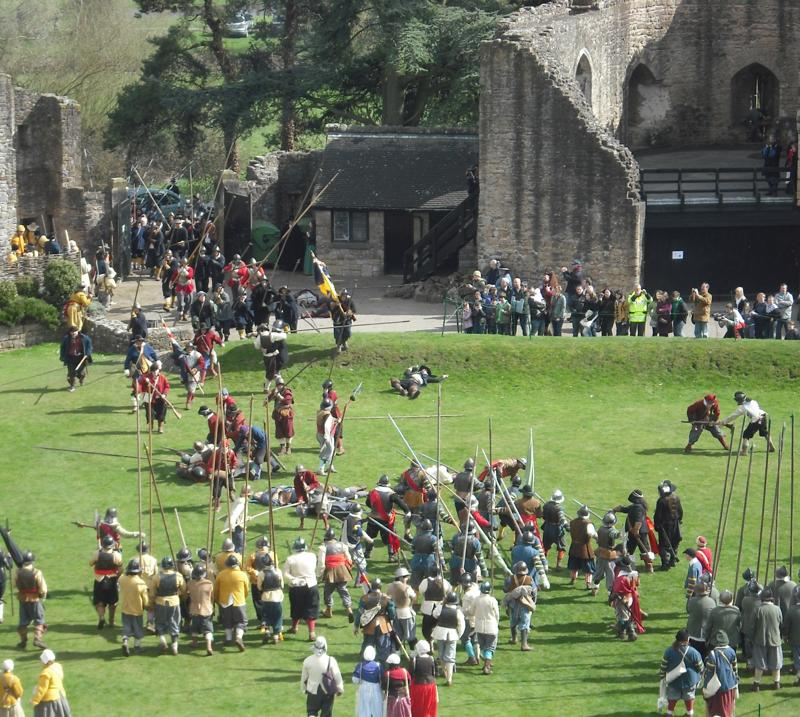
城の敷地内でのイングランド内戦の再現